# Lupinus confertus
Lupinus confertus är en ärtväxtart som beskrevs av Albert Kellogg. Lupinus confertus ingår i släktet lupiner, och familjen ärtväxter. Inga underarter finns listade i Catalogue of Life.